# Pogonatum convolutum
Pogonatum convolutum là một loài Rêu trong họ Polytrichaceae. Loài này được (Hedw.) P. Beauv. miêu tả khoa học đầu tiên năm 1805.